# Nizam
Nizam (Nizam-ul-Mulk, del árabe, نظام الملك, «orden del poder monárquico») era el título de los soberanos del Hyderabad, que corresponde aproximadamente al Decán, en la India entre 1724 a septiembre de 1948. Como sus predecesores los mogoles, los nizams eran musulmanes.

## Los Nizam de Hyderabad
Los Nizam de Hyerabad fueron los siguientes:
- Qamar ad-Din Chin Qilij Khan Asif Jah I 1724-1748
- Nasir Jang Mir Ahmad 1748-1750
- Muhyi ad-Din Muzaffar Jang Hidayat 1750-1751
- Asif ad-Dawlah Mir Ali Salabat Jang 1751-1762
- Ali Khan Asif Jah II 1762-1802
- Mir Akbar Ali Khan Asif Jah III 1802-1829
- Nasir ad-Dawlah Farkhundah Ali Asif Jah IV 1829-1857
- Afzal ad-Dawlah Mahbub Ali Khan Asaf Jah V 1857-1869
- Fath Jang Mahbub Ali Khan Asif Jah VI 1869-1911
- Fath Jang Nawwab Mir Osman Ali Khan Asaf Jah VII 1911-1948, Operación Polo y anexión a la Unión de la India.